# Gulyás László (informatikus)
Gulyás László (Szentes, 1972 –) informatikus, komplex társadalommodellek kutatója. Jelenleg az ELTE Természettudományi Kar (ELTE-TTK) adjunktusa, az AITIA International Zrt. kutatási igazgatója és a Collegium Budapest, Institute for Advanced Study munkatársa.

## Főbb publikációk
- Kampis György, Gulyás László. Full body: The importance of the phenotype in evolution. MIT Press (2008)
- Gulyás László, Adamcsek Balázs. Charting the Market: Fundamental and Chartist Strategies in a Participatory Stock Market Experiment. Springer-Verlag (2006)
- Kampis György, Gulyás László. Phat Phenotypes for Agents in Niche Construction. MIT Press (2006)
- Tatai Gábor, Gulyás László, Laufer László, Iványi Márton. vBroker: agents teaching stock market. Springer-Verlag (2005). ISBN 3540287388
- Kampis György, Gulyás László. Sustained Evolution from Changing Interaction. MIT Press (2004)
- Gulyás László. On the transition to agent-based modeling: implementation strategies from variables to agents. Sage Publications (2002)
- Gulyás László, Kovács László, Micsik András, Pataki Balázs, Zsámboki István. An Overview of Mobile Software Systems. MTA (2000)
- Gulyás László, Fodor Szabina. Java útikalauz programozóknak. Kalibán Bt. (1997)

## Külső hivatkozások
- Index – A Gólem még messze van (interjú Gulyás Lászlóval és Kampis Györggyel)
- HVG – Dugóbontó ágensek

1. ↑  a születési helyből következtetve